# Tvary ovocných dřevin

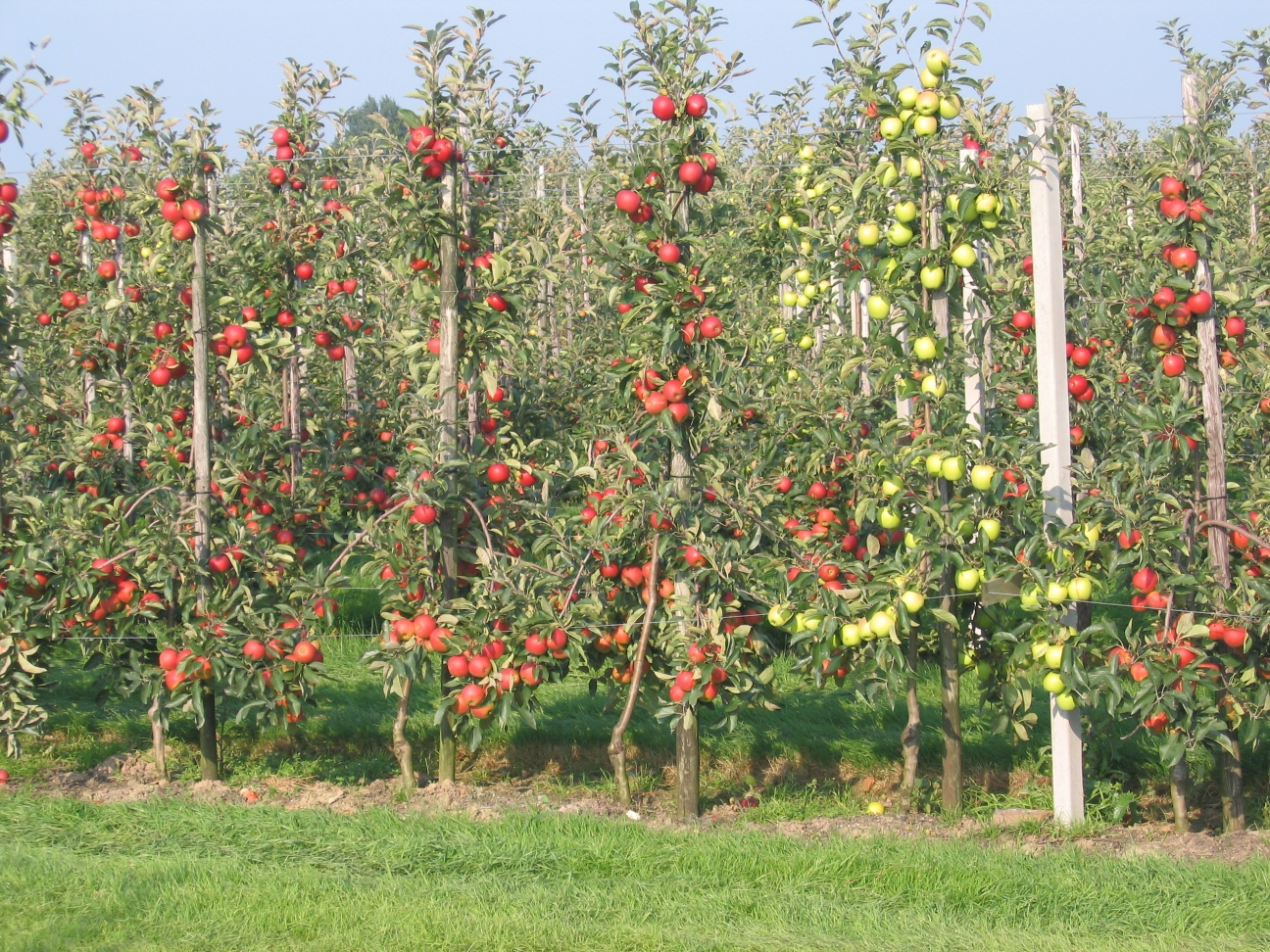
Ovocné dřeviny v různých tvarech

Tvary ovocných dřevin je souhrnné označení používané v ovocnářství pro více způsobů úprav ovocných dřevin pěstiteli. Tyto úpravy mají technické důvody, primárně slouží specifickým technologiím pěstování.
Mezi ovocné dřeviny řadíme stromy a keře, které plodí člověkem poživatelné ovoce. Tvary ovocných dřevin se v ČR a na Slovensku rozdělují podle výšky kmenu. Tradičně starší odrůdy ovocných stromů jsou vyšší s ohromnou korunou. Jako moderní jsou vnímány od konce 19. století čtvrtkmeny a zákrsky s menší korunou, ale s větší násadou květů a tím i ovoce. Mezi základní typy podle výšky kmenu, tedy měřeno od povrchu země k rozvětvení jsou:
- keř – 0 cm, větve se diferencují hned u země.
- zákrsek – 60–90 cm.
- čtvrtkmen – 100–120 cm.
- polokmen – 120–160 cm.
- vysokokmen – 160–220 cm.

Založení korunky se provádí druhý rok po očkování. Ovocná dřevina vzniklá po očkování se nazývá špičák a z něj se zapěstuje řezem na korunku dřevina k výsadbě. Podle výšky korunky se rozlišují kmenné tvary.